# Modal
Modal è una fibra prodotta a partire dall' anno 1960 dalla polpa degli alberi di faggio; è sostanzialmente una varietà del rayon, una fibra rigenerata dalla cellulosa.
I tessuti fatti di modal non si sfibrano rispetto al cotone, si restringono e scoloriscono più difficilmente. Sono lisci, soffici e, se lavati in acque dure, non trattengono minerali come il calcare sulla superficie. Sono stirabili dopo il lavaggio come il cotone puro. La fibra di modal è circa il 50% più igroscopica, per unità di volume, rispetto al cotone, perciò ha un largo impiego nella produzione di indumenti e tessuti per il bagno e per la casa.
Il modal viene spesso aggiunto al cotone per migliorarne le qualità.
È fabbricato e commercializzato da diverse aziende, tra cui l'austriaca Lenzing AG, specializzata nella produzione di tessili, in particolare di fibre prodotte dalla cellulosa. La fibra precedentemente chiamata Modal by Lenzing oggi si chiama TENCEL Modal. Da marzo 2018 l'azienda vende tessuti in lyocell e modal con un unico nome commerciale: TENCEL.  

## Etichettatura tessile
- Sigla: MD